# Marudo
Marudo é uma comuna italiana da região da Lombardia, província de Lodi, com cerca de 1.166 habitantes. Estende-se por uma área de 4 km², tendo uma densidade populacional de 292 hab/km².
Faz fronteira com Caselle Lurani, Castiraga Vidardo, Valera Fratta, Sant'Angelo Lodigiano, Villanterio (PV).

## História
Esta comuna pertenceu, depois do século XI, aos Mosterio de Santa Cristina de Ollona antes e de São Pedro de Lodi depois. No século XVIII passou aos Archinato e depois aos Marqueses Cusani 1731
O nome do município vem de maduro.

## Demografia
| Variação demográfica do município entre 1861 e 2011                               |
|                                                                                   |
| Fonte: Istituto Nazionale di Statistica (ISTAT) - Elaboração gráfica da Wikipedia |

## Cultura
A Igreja dedicada aos Santos Gervásio e Protásio foi construida em 1790 nas ruinas de un oratorio.

## Economia
A atividade principal é a cultivação de arroz e a pecuaria de vacas.